# 威粛王后
威粛王后（いしゅくおうこう、朝鮮語: 위숙왕후、生没年不詳）は、高麗の太祖王建の母である。姓は韓氏。高麗建国後、王建は母に恵思仁平威粛王后の諡を追贈した。

## 人物
中国京兆郡出身の康叔の次男の67世の孫の康虎景の息子の康忠は、伊帝建と康宝育をもうける。康宝育は姪の徳周を娶り、康辰義をもうけ、康辰義と中国人とのあいだに王帝建が生まれる。王帝建は、父を探しに唐に行くため黄海を渡河していた途上、西海龍王の娘の龍女（後の元昌王后）と出会い、王隆が生まれる。王隆と韓氏（後の威粛王后）は結婚し、王建をもうける。

## 家族
- 夫：王隆
- 子：王建